# سانتياغو مونيوث ماتشادو
سانتياغو مونيوث ماتشادو (بالإسبانية: Santiago Muñoz Machado)‏ هو محامي إسباني، ولد في 1949 في بوزوبلانكو في إسبانيا.